# جک گریمر
جک گریمر (انگلیسی: Jack Grimmer؛ زادهٔ ۲۵ ژانویهٔ ۱۹۹۴) بازیکن فوتبال اهل بریتانیا است.
از باشگاه‌هایی که در آن بازی کرده‌است می‌توان به باشگاه فوتبال فولام، باشگاه فوتبال آبردین، باشگاه فوتبال شروزبری تاون، و باشگاه فوتبال پورت ویل اشاره کرد.